# Werner Zschintzsch
Werner Zschintzsch, auch Zschintsch, (geboren 26. Januar 1888 in Roßla; gestorben 1. Juli 1953 in Göttingen) war in der Zeit des Nationalsozialismus ein deutscher Verwaltungsjurist, Staatssekretär und SS-Führer.

## Leben

### Ausbildung und Beruf
Werner Zschintzsch war der Sohn eines Forstbeamten. Er besuchte in seinem Heimatort die Volksschule und danach das Klostergymnasium in Ilfeld. Ab 1906 studierte er Rechts- und Staatswissenschaften an der Universität Lausanne, der Universität München, der Universität Berlin sowie an der Universität Halle. Nachdem er 1909 die erste juristische Staatsprüfung bestanden hatte, begann er die Referendariatszeit an Gerichten in Naumburg sowie Roßlau und leistete seinen einjährigen Militärdienst in Wittenberg ab. Ab 1910 war er Regierungsreferendar in Merseburg, wechselte 1912 an Landratsamt Liebenwerda und war ab 1913 in verschiedenen Abteilungen beim Regierungspräsidium Merseburg eingesetzt. Die letzte Station seiner Ausbildung vor der zweiten juristischen Staatsprüfung absolvierte er beim Bürgermeister in Lauchstädt.
Von 1914 bis 1918 war er zunächst im Rang eines Leutnants Soldat im Ersten Weltkrieg und wurde 1919 mehrfach ausgezeichnet im Rang eines Oberleutnants aus dem Heer entlassen. Danach war er zunächst von 1919 bis 1920 als Verwalter des Landratsamts im Landkreis Schwetz (Weichsel) und seit 1920 beim Regierungspräsidium in Marienwerder eingesetzt. Von 1920 bis 1922 gehörte er der DNVP an. Ab 1922 führte er die Amtsbezeichnung Regierungsrat. 1925 wurde er als Referent in die Kommunalabteilung des Preußischen Innenministeriums nach Berlin übernommen, wo er zunächst als Oberregierungsrat und ab 1926 als Ministerialrat bis 1933 tätig war.

### Zeit des Nationalsozialismus
Nach der Machtübergabe an die Nationalsozialisten ersetzte Zschintzsch am 15. Februar 1933 im Regierungsbezirk Wiesbaden den vom Preußischen Ministerpräsidenten Hermann Göring abgesetzten sozialdemokratischen Regierungspräsidenten Fritz Ehrler. Am 1. Mai 1933 trat er der NSDAP (Mitgliedsnummer 3.495.469) bei.
Am 16. Juni 1936 wurde er im Rang eines Standartenführers Mitglied der SS (Nr. 276.657). Ab 1937 war er SS-Führer beim Stab Reichsführer SS, zuletzt im Rang eines Oberführers (1937). Er erhielt 1938 das Goldene Parteiabzeichen der NSDAP. Zudem war er Träger des SS-Totenkopfrings und Ehrendegens des Reichsführers SS.
Von März 1936 bis März 1945 war Zschintzsch Staatssekretär im Reichs- und Preußischen Ministerium für Wissenschaft, Erziehung und Kultur unter Reichsminister Bernhard Rust. Er vertrat geschäftsführend den krankheitsbedingt oft abwesenden und politisch wenig einflussreichen Rust. Ab 1938 war er zudem Mitglied des Preußischen Staatsrats.

### Nachkriegszeit
Nach dem Ende des Zweiten Weltkriegs war Zschintzsch von 1945 bis 1948 in alliierter Internierungshaft, u. a. im Internierungslager Dachau und in Darmstadt.
Während seiner Internierung wurde Zschintzsch 1947 in Nürnberg im Rahmen der Nürnberger Prozesse mehrmals vernommen. Während der Vernehmungen bestritt er, etwas von den Verbrechen des NS-Regimes gewusst zu haben und beteuerte, von diesen erst nach Kriegsende erfahren zu haben. Er gab an, neben der NSDAP und der SS u. a. auch dem NS-Rechtswahrerbund, dem Reichsluftschutzbund, dem Reichsbund für Leibesübungen und der NSV angehört zu haben.
Nach Entlassung aus der Internierung lebte er, in den Ruhestand versetzt, in Bovenden. In Göttingen wurde er 1949 nach einem Spruchkammerverfahren als Minderbelasteter entnazifiziert und nach einem Überprüfungsverfahren vor der Spruchkammer Hildesheim als Mitläufer eingestuft. Aufgrund seiner SS-Mitgliedschaft wurde ihm durch die Spruchkammer Bielefeld eine Geldstrafe sowie eine viermonatige Haftstrafe auferlegt. Die Haftstrafe galt durch seine vorherige Internierung bereits als abgegolten. Zschintzsch war verheiratet, das Paar hatte zwei Töchter.

## Schriften
- Das deutsch-ungarische Kulturabkommen und seine Auswirkungen. In: Ungarische Jahrbücher. 1940, S. 129–136.
- Karl Maria Hettlage, Wilhelm Loschelder und Werner Zschintzsch: Die Gemeindefinanzverordnung vom 2. November 1932 nebst der Stellenplanverordnung vom 2. November 1932, der ersten und zweiten Verordnung über die Durchführung der Gemeindefinanzverordnung vom 17. Dezember 1932 und vom 28. Januar 1933. Kommentar. R.Müller, Eberswalde-Berlin, 1933.
- Das Besoldungsrecht der Kommunalbeamten nach der Verordnung vom 12. September 1931. Verlagsges. Müller, Eberswalde 1931.
- Kommunalkredit. C. Heymann, Berlin 1931.